# Nachitschewan am Don
Koordinaten: 47° 14′ N, 39° 43′ O

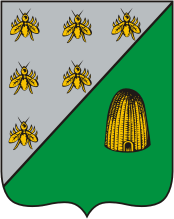
Wappen von Nachitschewan, 1811

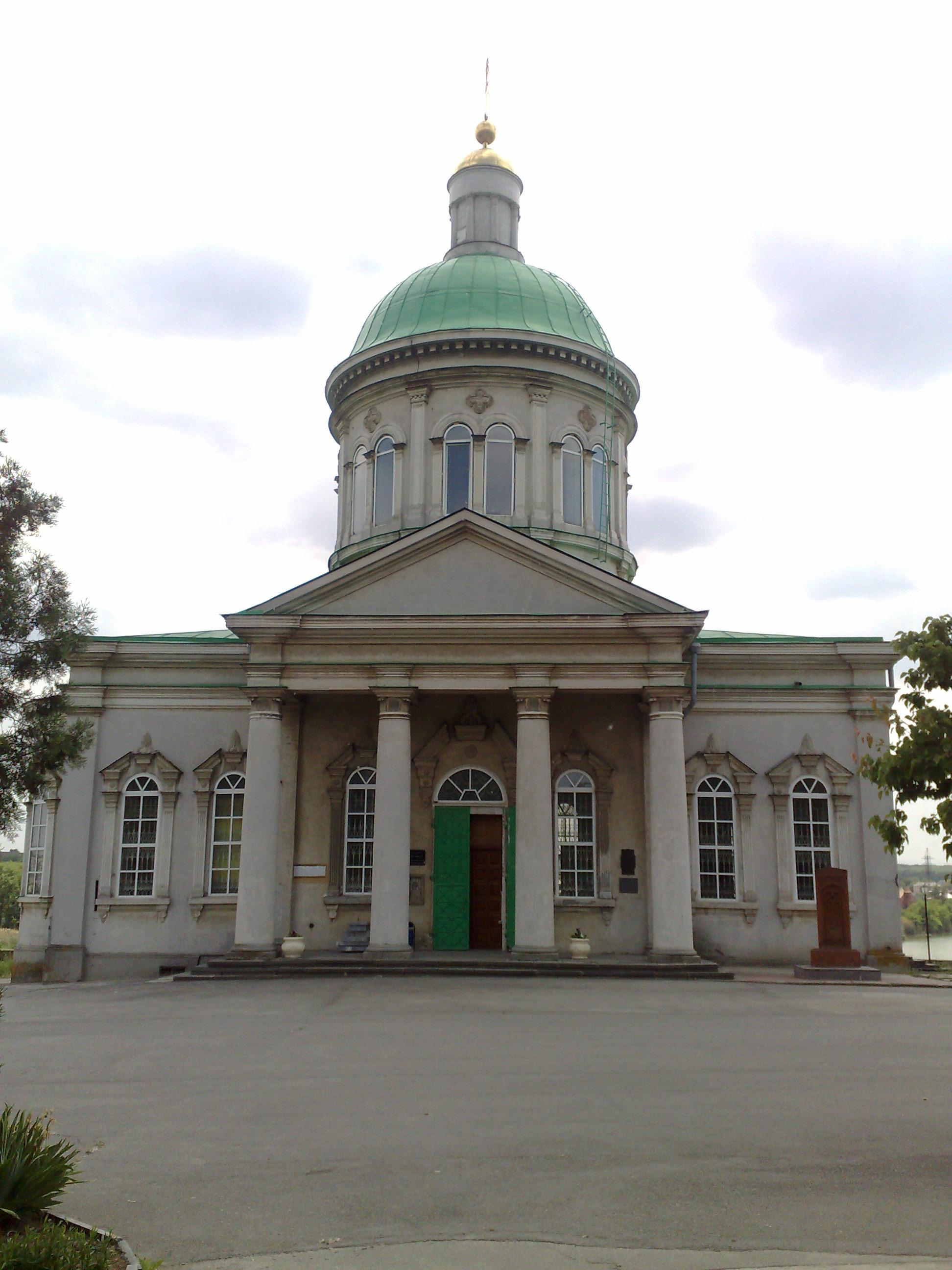
Heilig-Kreuz-Kirche Surb Chatsch

Nachitschewan am Don (russisch Нахичевань-на-Дону Nachitschewan-na-Donu, armenisch Նախիջևան Nachidschewan; zur Unterscheidung vom „alten“ Nachitschewan auch Nor-Nachitschewan, deutsch Neu-Nachitschewan genannt) ist heute ein Stadtteil von Rostow am Don im Süden Russlands. Die 1779 von Armeniern gegründete Siedlung war bis 1928 eine selbständige Stadt. Sie hatte eine wichtige Bedeutung als einer der Hauptorte der in Russland lebenden Armenier. Nachitschewan am Don ist auch heute noch überwiegend von Armeniern bewohnt.

## Geschichte
Nach dem Russisch-Türkischen Krieg (1768–1774) wurde das Krimkhanat schrittweise in einen Vasallenstaat des Russischen Reiches umgewandelt. Kaiserin Katharina II. trieb die Kolonisierung von Neurussland voran, auch mit dem Ziel, vollends die Kontrolle über die Krim zu erreichen. Im Sommer 1778 ließ General Alexander Suworow etwa 12.600 Armenier von der Krim in das Gebiet um Rostow am Don umsiedeln. Ein Drittel der Armenier starben unterwegs oder im folgenden Winter. Mit Dekret vom 14. November 1779 überließ Katharina II. den Armeniern 860 Hektar Land, die daraufhin Neu-Nachitschewan gründeten – benannt nach der Stadt Nachitschewan südlich des Kaukasus. Der armenische Geistliche Iossif Argutinski-Dolgoruki (1743–1801) leitete die Umsiedelung der Armenier von der Krim und war auch an der Gründung von Neu-Nachitschewan beteiligt.
In der Folgezeit kamen Armenier aus der Kaukasusregion hinzu und sorgten für ein rasches Wachstum der Stadt. Im Jahr 1900 besaß Nachitschewan eine griechisch-katholische und sieben armenische Kirchen, ein armenisches Kloster sowie ein armenisches geistliches Seminar, eine Realschule und acht andere Schulen, ein Theater sowie mehrere Fabriken und große Handelsfirmen (Getreide, Holz). Sie hatte damals 30.900 Einwohner, gegenüber den 119.500 Einwohnern der 1761, kurz vor Nachitschewan, gegründeten Schwesterstadt Rostow weiter westlich am gleichen Ufer des Don.
Nachdem Nachitschewan im Jahr 1928 eingemeindet wurde, stieg Rostow zur vorübergehend drittgrößten Stadt Russlands auf. Die ehemalige Grenze zwischen den zwei Städten ist der heutige Theaterplatz. Der Don, bei Rostow ein zweihundert Meter breiter Strom, bedingte im 19. Jahrhundert sowohl für Rostow als auch für Nachitschewan eine optimale Ausgangslage für den Handel zwischen den neuen Gebieten Russlands im Kaukasus und Asien und dem Schwarzen Meer (und damit dem Mittelmeer und dem Westen). Um 1900 baute die Societé Anonyme Belge die erste Straßenbahn zwischen Rostow und Nachitschewan.
Die armenisch geprägte Geschichte Nachitschewans wird im Rostower Museum der russisch-armenischen Freundschaft behandelt, gelegen in der architektonisch bedeutenden ehemaligen armenischen Kirche Surb Chatsch (deutsch Heilig-Kreuz; kyrillisch Сурб Хач) in Nachitschewan.

## Söhne und Töchter der Stadt
- Geworg VI. (1868–1954), armenischer Katholikos (Etschmiadsin)
- Martiros Sarjan (1880–1972), russisch-armenischer Maler
- Simon Wratzjan (1882–1969), Premierminister der Armenischen Demokratischen Republik
- Alexander Mjasnikow (eigentlich Mjasnikjan) (1886–1925), sowjetischer Politiker armenischer Abstammung
- Geworg Wardanjan (1924–2012), sowjetischer Geheimagent
- Irina Allegrowa (* 1952), russische Popsängerin